# Megalithen auf der Insel Wera
Die jungsteinzeitlichen Megalithen auf der Insel Wera (russ. Остров Веры – Insel des Glaubens) liegen im Westen des 2638 ha großen Turgojak-Sees (russ. Тургояк) im Ural, in der Nähe von Miass, westlich von Tscheljabinsk in der Oblast Tscheljabinsk in Russland. Bei niedrigem Wasserstand ist die Insel über einen Damm mit dem Land verbunden.
Die größte Megalithanlage der Insel ist eine etwa 19,0 × 6,0 m messende West-Ost orientierte Konstruktion aus Trockenmauerwerk, die in den Felsgrund geschnitten und mit megalithischen Decksteinen bedeckt wurde. Das Innere besteht aus einem langen Gang, der zentralen Halle und zwei Kammern (West und Nord), die durch einen Gang miteinander verbunden sind. Die Höhe der Kammern beträgt mindestens 1,9 m, häufig mehr als 2,0 m. Der teilweise zerstörte Zugang liegt im Osten. Die Größe der Anlage mit Luken und Skulpturen von Tierköpfen (Stier und Wolf) unterscheidet sie von den anderen Megalithanlagen auf der Insel.
Die zweitgrößte Megalithanlage der Insel ist eine Nord-Süd orientierte Steinstruktur die in einen felsigen Abhang integriert wurde. Ihre innere Größe beträgt etwa 7,5 × 3,5 m. Sie besteht aus zwei 1,7 m hohen Kammern, die durch einen Gang verbunden sind. Die südliche Kammer und der Gang bestehen aus Platten, die nördliche aus massiven Felsblöcken. Innen liegt ein System von Nischen und Regalen, die vermutlich während der Nutzung mit rituellen Objekten gefüllt wurden. Der Boden war mit einer Schicht Lehmestrich bedeckt. Eine Nische liegt über dem Zugang der Südkammer, der nach Westen zeigt.
Eine weitere Megalithstruktur besteht aus mehreren großen Felsblöcken (das Gewicht des größten beträgt 14–15 Tonnen). Zwischen den Blöcken liegt eine Öffnung von 25–30 cm Breite in eine quadratische Felsgrube. Vertikale Steinplatten schlossen beide Seiten der Konstruktion. Massive Felsbrocken waren als Decksteine vorbereitet worden. Im Osten hat der Komplex einen Hügel aus Schotter, der noch nicht ausgegraben wurde.

Megalithe der Insel Wera
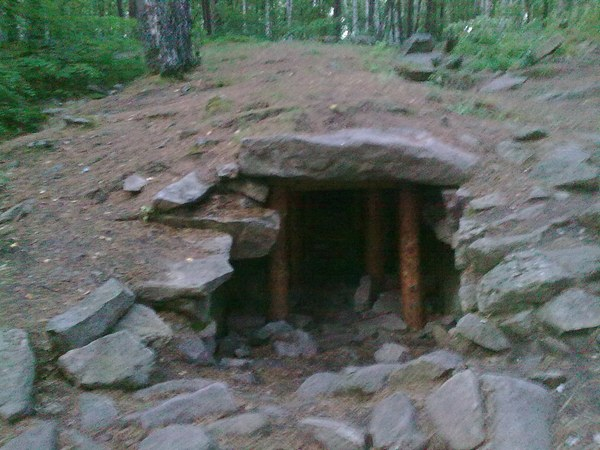
Hauptstruktur
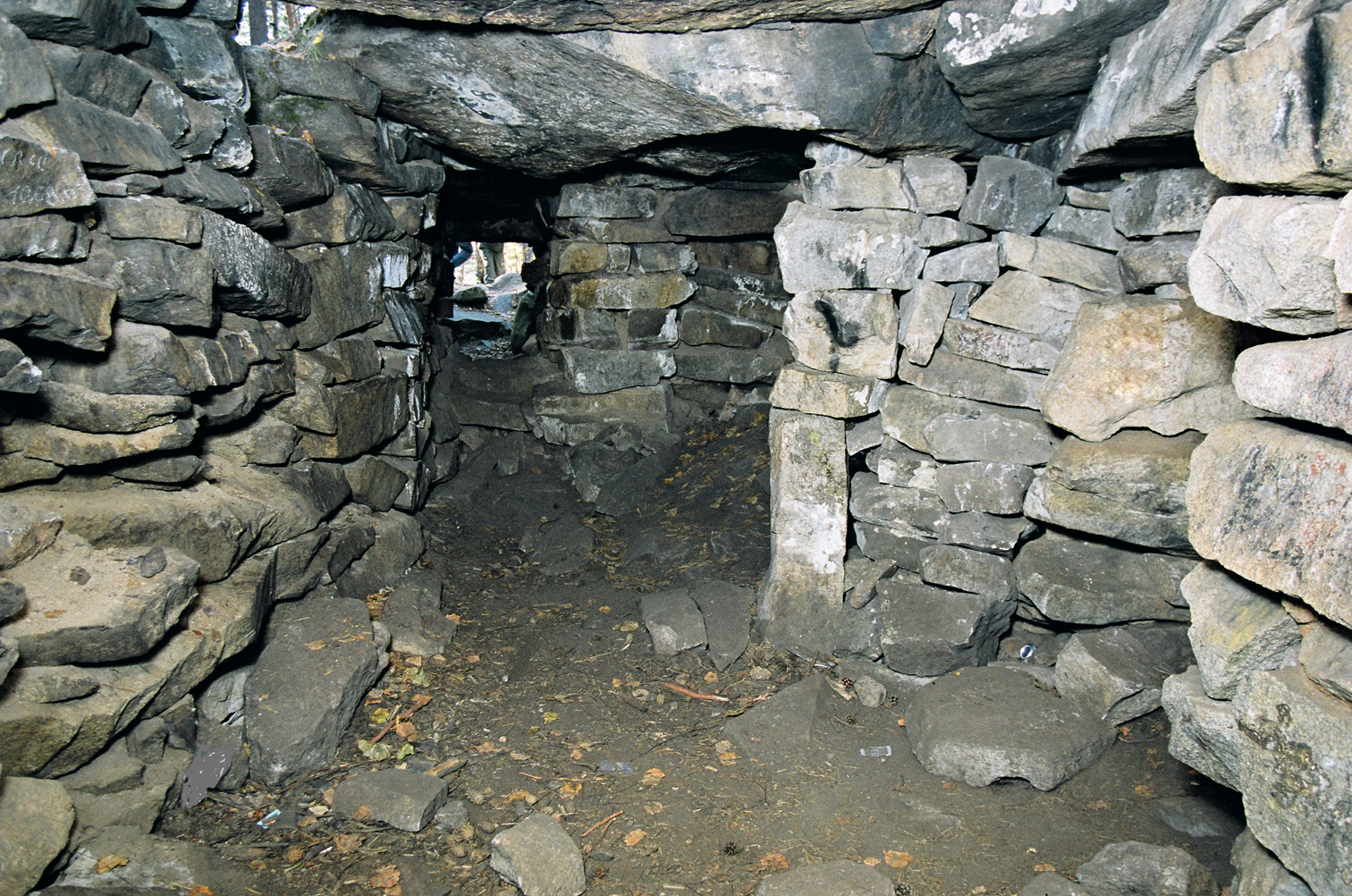
Hauptstruktur innen
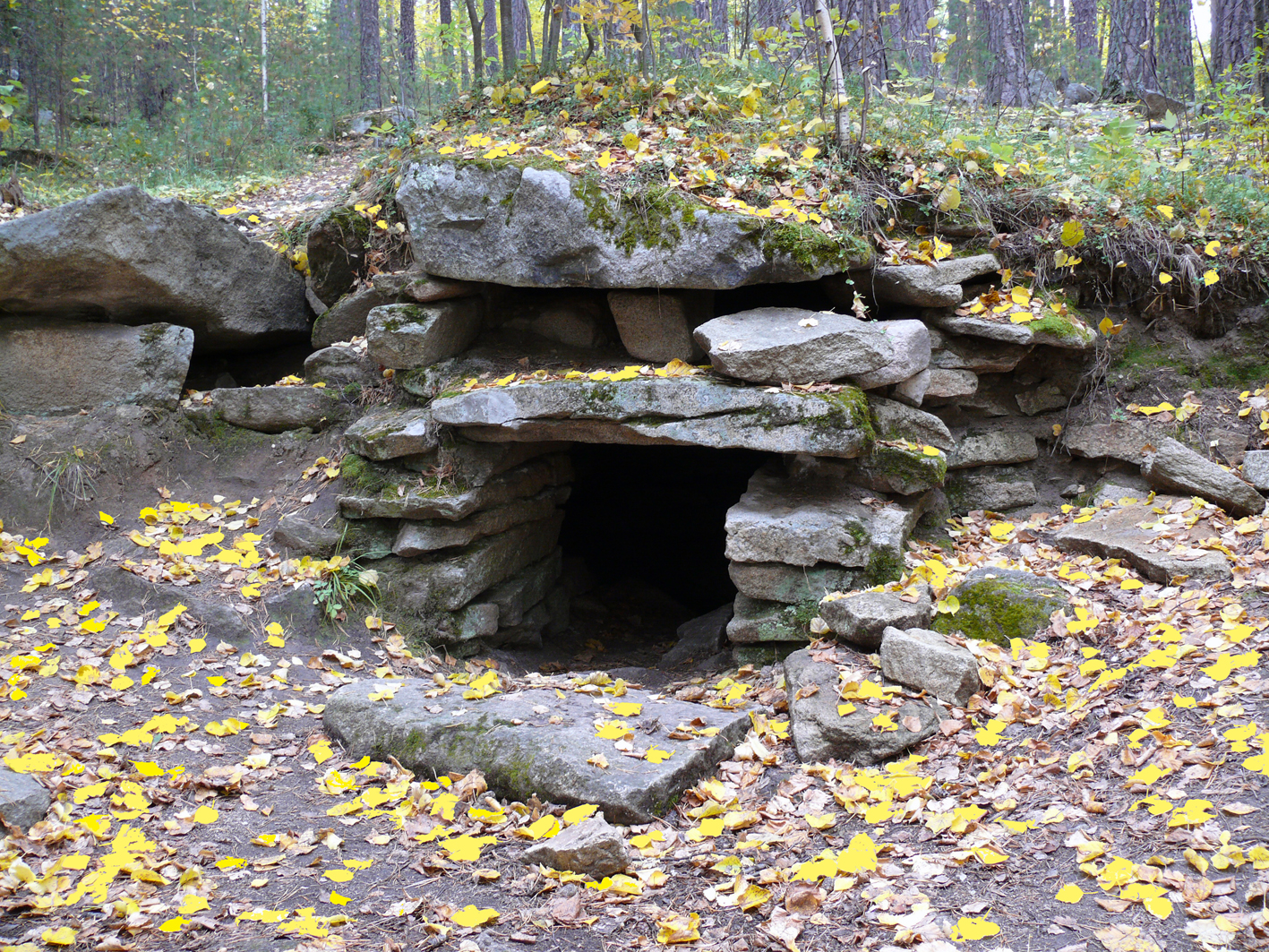
Struktur 2
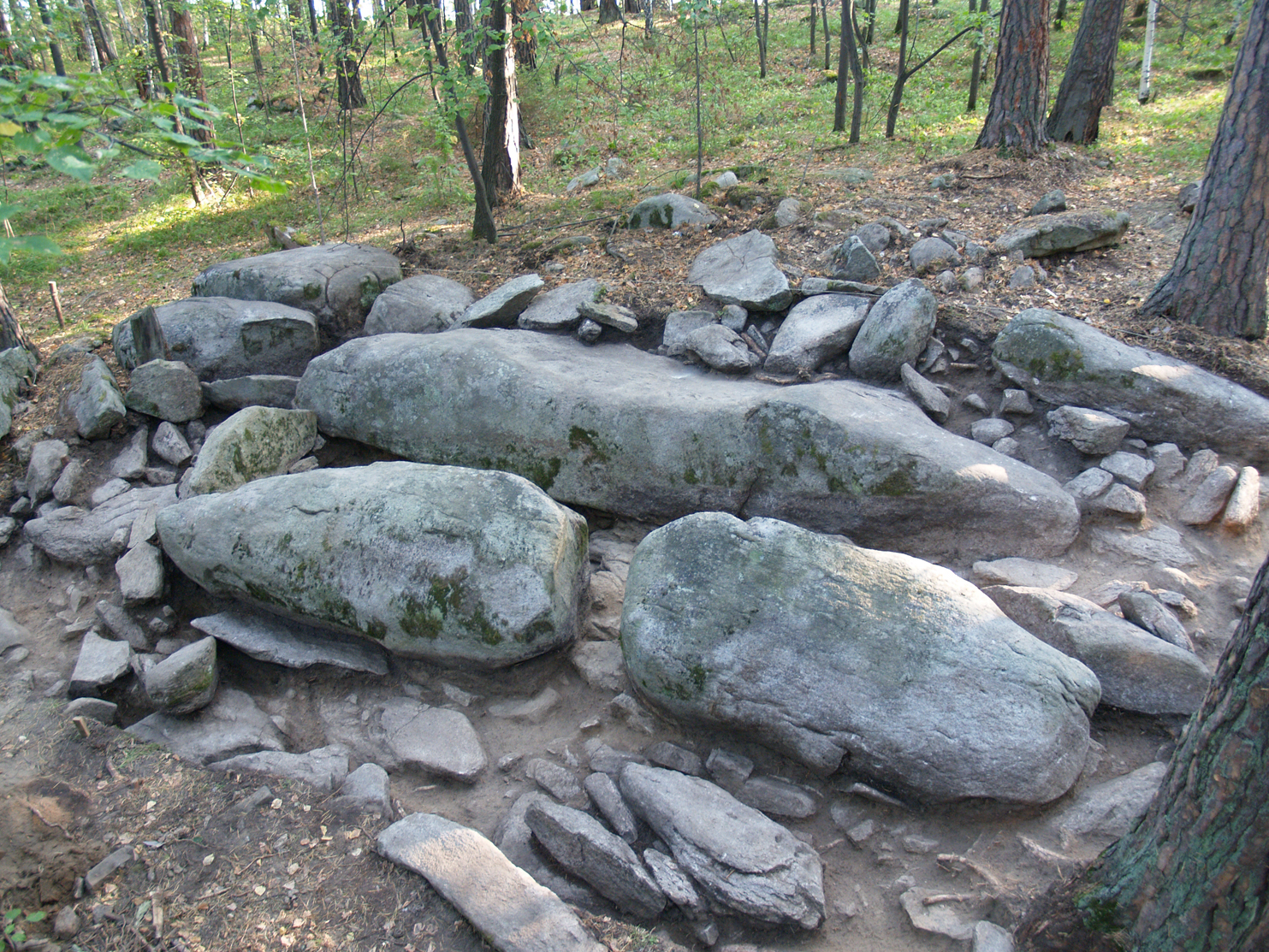
Struktur 3
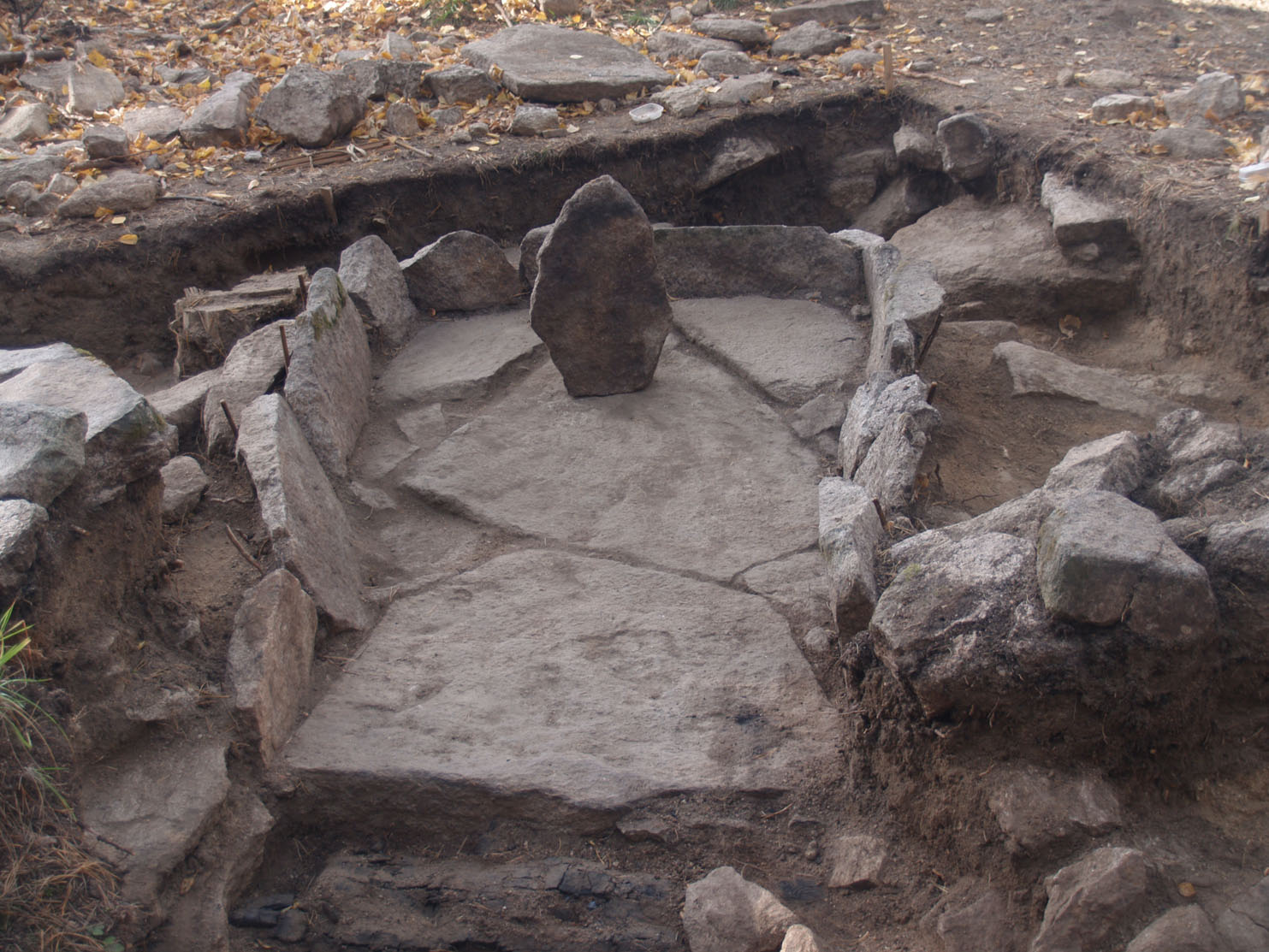
Struktur 4
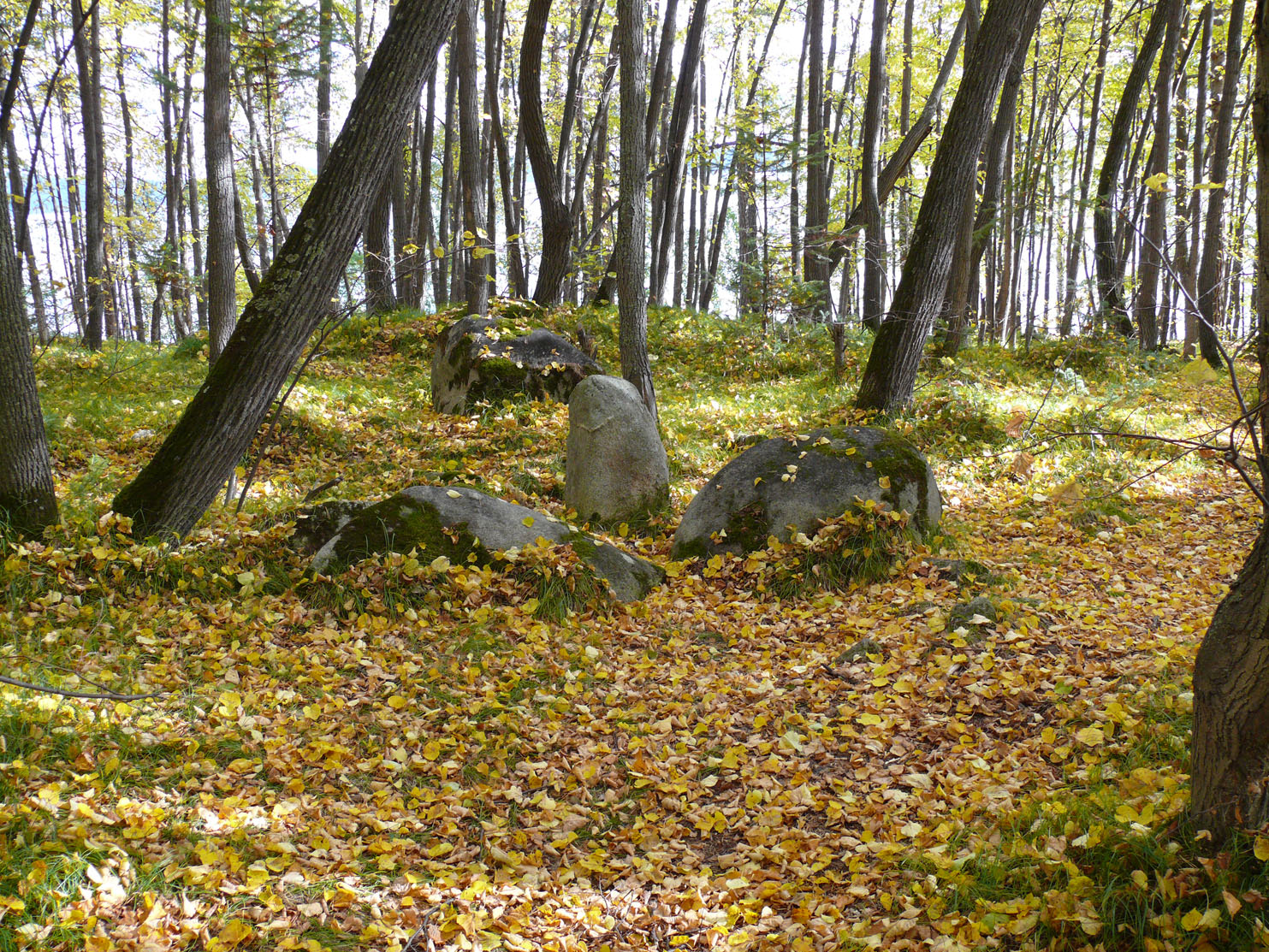
Struktur 9

Die vierte Kultstätte ist Nord-Süd ausgerichtet. Auf drei Seiten wird sie mit vertikal verlegten Granitplatten begrenzt, in der Mitte des Geländes stand in der Antike ein kleiner bearbeiteter Menhir. Die steinkistenartige, rechteckige Struktur misst etwa 5,5 × 4,0 m.
Ein als Kultplatz bezeichneter Ort auf der Insel (Wera 9) besteht aus zwei Menhiren, deren Achsen West-Ost orientiert sind. Diese Ausrichtung ist typisch für die Insel. Dazu kamen zwei Herde und ein großer Altarstein.
Es gibt einen größeren Menhir im Südosten. Dieser Menhir war errichtet worden, um eine Richtung zum Sonnenuntergang mitten im Winter zu markieren. Der Zweck des Freiluftheiligtums waren saisonale Rituale.
Auf der Insel befinden sich etwa 40 archäologische Stätten, ein Steinbruch aus dem 4. Jahrtausend v. Chr. und die Ruinen eines Klosters aus dem 19. Jahrhundert. Seit 2004 wird auf der Insel kontinuierlich geforscht. Ein Museumskomplex zur Erforschung und Erhaltung der Megalithen ist geplant.